# پرویز خائفی
پرویز خائفی (زاده ۱۶ آذر ۱۳۱۵ – درگذشته ۲۵ شهریور ۱۳۹۸ شیراز) شاعر و حافظ‌پژوه ایرانی بود.

## زندگی‌نامه
پرویز خائفی در ۱۶ آذر ۱۳۱۵ در محله دروازه کازرون شیراز به دنیا آمد. تحصیلات ابتدایی و متوسطه را در زادگاه خود به پایان رسانید و برای ادامه تحصیل وارد دانشکدهٔ ادبیات همان شهر شد.
خائفی پس از دریافت لیسانس در رشته زبان و ادبیات فارسی، به تدریس در دبیرستان‌های شیراز مشغول و سپس عازم تهران شد. وی دورهٔ فوق‌لیسانس را در علوم اجتماعی گذرانید و به سمت مسئول تبلیغات و انتشارات کمیتهٔ پیکار با بی سوادی منصوب شد.
خائفی از آن پس در وزارت فرهنگ و هنر به خدمت پرداخت و یک چند ریاست کتابخانهٔ ملی فارس را عهده‌دار بود و در سال‌های پایان زندگی ضمن تدریس در دانشگاه‌های آزاد و پیام نور شیراز و چند شهر استان فارس، سرپرست مرکز حافظ‌شناسی در آرامگاه حافظ بود.
پرویز خائفی کار شعر و شاعری را از دوران دبیرستان آغاز کرد و از سال ۱۳۲۹ ه‍.ش با مطبوعات نیز همکاری کرده بود.

## والدین و انساب
پرویز خائفی نوه میرزا اسماعیل خائف، شاعر معروف و عالم متبحر شیراز، که فلسفه ملاصدرا را تدریس می‌کرد و هم صاحب دیوان شعر بود. وی با شوریده شیرازی معاصر بوده و هر دو از نعمت بینایی محروم بوده‌اند.
تحصیلات رسمی و حرفه‌ای: پرویز خائفی تحصیلات ابتدایی و متوسطه را در زادگاه خود به پایان رسانید و برای ادامه تحصیل وارد دانشکده ادبیات همان شهر گردید و به‌دریافت لیسانس در رشته زبان و ادبیات فارسی توفیق یافت و به تدریس در دبیرستانها شیراز اشتغال ورزید، آنگاه عازم تهران گردید و دوره فوق‌لیسانس را در علوم اجتماعی گذرانید. پرویز خائفی کار شعر و شاعری را از دوران دبیرستان آغاز کرد.

## مشاغل و سمتهای مورد تصدی
پرویز خائفی پس از اخذ مدرک کارشناسی ارشد، مسئول تبلیغات و انتشارات کمیته پیکار با بی‌سوادی گردید. خائفی از آن پس به وزارت فرهنگ و هنر انتقال یافت و یک چند نیز ریاست کتابخانه ملی فارس را عهده‌دار بود.

## فعالیتهای آموزشی
پرویز خائفی پس از اخذ لیسانس ادبیات فارسی، به تدریس در دبیرستان‌های شیراز پرداخت. بعدها وی در دانشگاه‌های آزاد، پیام نور شیراز و چند شهرستان استان فارس به تدریس پرداخت.

## فعالیتهای سیاسی
پرویز خائفی از سال ۱۳۲۹ ه‍.ش با مطبوعات نیز همکاری نمود و آثار منظوم و مقالاتش در روزنامه و مجله‌های کشور به چاپ رسیده‌است. در سال ۱۳۳۰ و در سیل جریانات سیاسی از طرفداران دکتر مصدق گشت و شعر زیر را هم برای وی سرود که بعد از سقوط مصدق به جرم سرودن آن توسط ساواک دستگیر شد.
هان ای بزرگ‌مرد!
سردار سخت عزم سترگ خلق
سردار سخت‌کوش جوانان خشمگین
سالی دگر گذشت، رستمی اگر چه ماند
ما نیز مانده‌ایم
بر لوح تیره‌گون زمان نیز خوانده‌ایم
شب جاودانه نیست
ره بیکرانه نیست

## آثار
1. از لحظه تا یقین (شعر)
2. این خاک طربناک (شعر)
3. باز آسمان آبی است (شعر)
4. بازگشت یادنامه میرزا ی کاظمی
5. پند سعدی
6. حافظ در اوج
7. حصار (شعر)
8. مقاله‌ها و مقابله‌ها
9. نگاهی به غزل حافظ
10. آوازهای آویزان
11. کنار لحظه‌های عمر
12. مجمع پریشانی

## نمونه شعر
بس باد… (شیراز بهمن ماه ۱۳۸۹)
| وای من! من تهی ز من بس باد    |  | مرده! این گونه زیستن بس باد  |
| نعر از درد می‌کشم خاموش        |  | نعره بی روزن دهن بس باد      |
| ابر، اشک سیاه می‌بارد          |  | یاد باغ و گل و چمن بس باد    |
| تن نمانده‌است تازیانه بسی است  |  | جان بیدار بار تن بس باد      |
| گر به مردی جدال گیرد خصم      |  | خنجر کین تهمتن بس باد        |
| کاش دشمن یکی و دوست یکی       |  | اینچنین، گر چه باختن بس باد! |
| تا جهان در ستیز آویزد         |  | عالمی را یک اهرمن بس باد     |
| گر هنوزت امید پرواز است       |  | بال و پر بستهٔ رسن بس باد     |
| زیر این تاق گر تو را خاکی است |  | نامش ار می‌نهی وطن بس باد     |
| خاک آزادگی اگر قفس است        |  | گر تو آزاده ای سخن بس باد    |